# Polje
Um polje (ˈpɔliɛ; pl. polja ou poljes) é um tipo de grande depressão fechada, no carso, com dimensões consideráveis e vertentes com um declive acentuado e abruptas, com o fundo geralmente plano e coberto de terra rossa e aluviões. A bacia de recepção tem uma drenagem endorreica e centrípeta. Podem permanecer secos, ser atravessados por um curso de água ou serem inundados permanente ou temporariamente. Com a subida do nível freático podem ser alimentados por exsurgências ou por ponors, que podem funcionar como sumidouros quando este volta a baixar. Por vezes têm hums, que são uma forma de relevo rochoso abrupto, isolado e disperso no interior dos poljes.